# Procédure de déficit public excessif
Lire en ligne

Règlement sur la procédure concernant les déficits excessifs

La procédure de déficit excessif (PDE), aussi connue sous le nom de « volet correctif du pacte de stabilité et de croissance », est une action lancée par la Commission européenne contre un État membre de l’Union européenne lorsque celui-ci dépasse le plafond de déficit budgétaire ou de dette publique imposé par le pacte de stabilité et de croissance (PSC).
Cette procédure, par laquelle 26 des 28 États de l'Union européenne sont passés à un moment donné, permet à la Commission et aux partenaires communautaires d'exiger des ajustements aux pays qui ne respectent pas les règles européennes en matière de déficit et de dette, dans l'intérêt de la stabilité économique de l'Union européenne.
Au travers du pacte de stabilité et de croissance, instrument de surveillance des dettes, l'UE instaure un ensemble de critères que doivent respecter les États membres pour assainir leurs finances publiques et coordonner leurs politiques budgétaires en contrôlant les déficits excessifs et en réduisant les dettes publiques trop élevées. Les règles européennes imposent aux pays en déficit excessif une réduction minimum du déficit de 0,5 point par an.

## Procédure
La procédure approuvée dans le règlement communautaire pour l'imposition de sanctions prévoit que, si le Conseil constate un déficit excessif, il adresse d'abord des recommandations à l'État membre concerné afin qu'il prenne des mesures pour éliminer ce déficit excessif. Si l'État membre ne se conforme pas à ces recommandations ou ne prend pas de mesures pour remédier à la situation, le Conseil peut imposer des sanctions. La sanction consiste dans un premier temps en un dépôt sans intérêt, en faveur de la Communauté. Le montant de ce dépôt comprend un élément fixe égal à 0,2% du PIB et un élément variable égal au dixième de la différence entre le déficit (exprimé en pourcentage du PIB de l'année au cours de laquelle le déficit a été jugé excessif) et le montant de la valeur de référence de 3 % du PIB.
La limite de 3 % du PIB pour les déficits publics est fixée par le Pacte de stabilité. L'interprétation technique des termes du pacte est effectuée conformément au Système européen des comptes (SEC) pour l'établissement des comptes nationaux . Les recettes nationales doivent ainsi, dans une certaine mesure, couvrir les dépenses. Le déficit public annuel ne doit pas excéder 3 % du produit intérieur brut (PIB), et la dette publique (de l’Etat et des administrations publiques) doit rester inférieure à 60 % du PIB.
Chaque année suivante, le Conseil pourra décider de renforcer les sanctions en exigeant un dépôt supplémentaire égal à un dixième de la différence entre le déficit, exprimé en pourcentage du PIB de l'année précédente, et la valeur de référence de 3 % du PIB.
La caution devient en principe une amende si le déficit excessif n'est pas corrigé dans les deux années suivantes, mais le Conseil peut abroger totalement ou partiellement les sanctions en fonction de l'importance des progrès réalisés par le pays concerné.
La règle des 3 % de déficit a été suspendue de 2020 à fin 2023 en raison des effets économiques de la pandémie de Covid-19, puis du conflit en Ukraine. Elle est en vigueur depuis le 30 avril 2024 sous une forme révisée.

## Histoire et origine
Au début des années 1990 et alors que le processus de création d'une monnaie unique (l'euro) est en cours, l'Allemagne souhaite établir une règle pour s'assurer de ne pas payer pour d'autres pays moins vertueux en cas de problèmes. C'est ainsi que le pacte de stabilité et de croissance a été initialement proposé par le ministre des Finances allemand Theo Waigel au milieu des années 1990. L'Allemagne avait longtemps maintenu une politique de faible inflation, ce qui avait joué un rôle important dans la bonne performance de l'économie allemande depuis les années 1950. Le gouvernement allemand espérait assurer la poursuite de cette politique grâce au pacte de stabilité et de croissance, qui garantirait la prévalence de la responsabilité budgétaire et limiterait la capacité des gouvernements à exercer des pressions inflationnistes sur l'économie européenne. En tant que tel, il a également été décrit comme un outil clé pour les États membres adoptant l'euro, pour s'assurer qu'ils ne respectent pas seulement les critères de convergence du traité de Maastricht au moment de l'adoption de l'euro, mais continuent de se conformer aux critères budgétaires pour les années suivantes.
En outre, l’article 126 du traité sur le fonctionnement de l'Union européenne (TFUE) stipule que « les États membres évitent les déficits publics excessifs » (paragr. 1). Il précise ensuite les critères examinés pour statuer si « la discipline budgétaire est respectée » (paragr. 2), indiquant notamment que le rapport entre déficit public prévu ou effectif et produit intérieur brut et celui entre dette publique et produit intérieur brut doivent tous deux être inférieurs à une « valeur de référence » propre à chaque critère. Les paragraphes suivants détaillent les étapes suivies « si un État membre ne satisfait pas aux exigences de ces critères ou de l'un d’eux ».

### Chronologie
Voici une chronologie de l’évolution du Pacte de stabilité et de croissance au fil du temps : 
- 1997 : Le Pacte de stabilité et de croissance est décidé.
- 1998 : Entrée en vigueur du volet préventif.
- 1999 : Entrée en vigueur du volet correctif.
- 2005 : Le Pacte de stabilité et de croissance est modifié.
- 2011 : Le Six Pack entre en vigueur.
- 2013 : Le Pacte budgétaire et le Two-Pack sont adoptés.
- 2020 : La clause d’échappatoire générale prévue dans la réglementation existante est activée et les règles budgétaires du SGP sont suspendues pour les exercices 2020-2022. [22]
- 2023 : La clause d'exonération générale prévue dans la réglementation existante est désactivée et les règles budgétaires du PSC s'appliqueront à nouveau à partir de la prochaine évaluation en juin 2024, concernant les données de l'exercice 2023 et de l'exercice budgétaire 2024. [16]
- 2024 : La réforme du cadre de gouvernance économique (nouvelles règles budgétaires) sera adoptée par l'UE au printemps 2024 et s'appliquera à partir de la soumission des budgets 2025 et des plans budgétaires nationaux 2025-2028 en septembre 2024. [19] [20]

## Dette brute des administrations publiques de l'UE

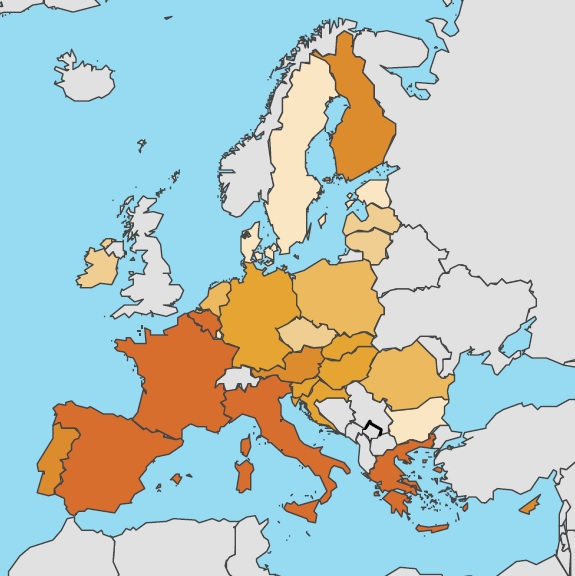
Dette actuelle (14 juillet 2024) des pays de l'UE

La dette brute des administrations de l'UE représente la totalité de leurs obligations financières externes cumulées. Les États s'endettent pour financer des dépenses supérieures à leurs recettes. Le Pacte de stabilité (révisé après le COVID-19 et la Guerre d'Ukraine ) prévoit en principe des sanctions financières à hauteur de 0,1% du PIB par an pour les pays qui ne mettront pas en œuvre les corrections imposées.

### Conformité en 2024
Le PDE sera réévalué à partir du 19 juin 2024, où chaque pays verra son ensemble habituel de « Programme national de réforme 2024 » et de « Programme de stabilité ou de convergence 2024 » analysés, avec un contrôle de conformité du résultat budgétaire 2023 et du budget 2024 avec la version 2019 existante des règles du PSC ; bien que seuls les dépassements de déficit de 3 % seront évalués - car aucun dépassement de limite de dette ou de réduction de dette ne peut déclencher un PDE en 2024. La Commission européenne a justifié sa désactivation continue pour une année supplémentaire de la limite de dette ou de la règle de réduction de la dette en 2023-2024 : « le respect du critère de réduction de la dette pourrait impliquer un effort budgétaire trop exigeant en amont qui risquerait de mettre en péril la croissance économique. Par conséquent, de l'avis de la Commission, le respect du critère de réduction de la dette n'est pas justifié dans les conditions économiques actuelles. » 
10 des 27 États membres (Belgique, Tchéquie, France, Hongrie, Italie, Malte, Pologne, Roumanie, Slovaquie et Espagne) ont enregistré un « non-respect des critères du PSC » basé sur un déficit technique selon leurs résultats budgétaires 2023 publiés par Eurostat en avril 2024. La Commission européenne attendra de recevoir les valeurs budgétaires pour 2024-2027 via le programme de stabilité ou le programme de convergence soumis par chaque État membre, avant de décider d'ouvrir ou non une PDE pour les États membres concernés.

## Sources

## Compléments